# Fornacis
Fornacis (alpha Fornacis / Dalim) is de helderste ster in het sterrenbeeld Oven (Fornax).
De ster staat ook bekend als "12 Eri in For", omdat het sterrenbeeld Eridanus het sterrenbeeld Oven half omsluit werd deze ster vroeger ook wel tot Eridanus gerekend.
Vanuit de Benelux gezien klimt Fornacis / Dalim tijdens het culmineren ervan tot 10 graden boven de zuidelijke horizon.